# Powiat Kitashitara
Powiat Kitashitara (jap. 北設楽郡 Kitashitara-gun) – powiat w Japonii, w prefekturze Aichi. W 2020 roku liczył 8362 mieszkańców.

## Miejscowości
- Shitara
- Tōei
- Toyone

## Historia[2]

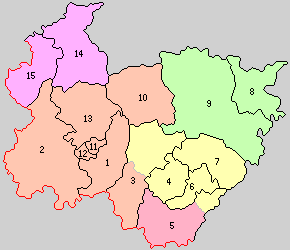
Powiat Kitashitara (1–15 – 1889 r.)

- Powiat został założony 20 grudnia 1878 roku. Wraz z utworzeniem nowego systemu administracyjnego 1 kwietnia 1889 roku powiat Kitashitara został podzielony na 15 wiosek: Taguchi, Damine, Furikusa, Midono, Miwa, Hongō, Sono, Tomiyama, Toyone, Tsugu, 川向村, Ōnagura, Nagura, Inahashi i Busetsu[3].
- 1 października 1890 – wioska Nagura powiększyła się o teren wiosek 川向村 i Ōnagura. (13 wiosek)
- 20 października 1890 – wioska została podzielona na dwie wioski: Kamitsugu i Shimotsugu. (14 wiosek)
- 29 marca 1897 – część wsi Damine została połączona z wioską Taguchi.
- 16 lipca 1900 – w wydzielonej części wioski Hongō powstała wioska Shimokawa. (15 wiosek)
- 14 października 1900 – wioska Taguchi zdobyła status miejscowości. (1 miejscowość, 14 wiosek)
- 1 października 1921 – wioska Hongō zdobyła status miejscowości. (2 miejscowości, 13 wiosek)
- 10 maja 1940 – w wyniku połączenia wiosek Inahashi i Busetsu powstała miejscowość Inabu. (3 miejscowości, 11 wiosek)
- 1 kwietnia 1955 – w wyniku połączenia miejscowości Hongō oraz wiosek Midono, Shimokawa i Sono powstała miejscowość Tōei. (3 miejscowości, 8 wiosek)
- 1 lipca 1956 – wioska Miwa została podzielona: część połączyła się z miejscowością Tōei, a reszta do miejscowości Hōrai z powiatu Minamishitara. (3 miejscowości, 7 wiosek)
- 30 września 1956: (3 miejscowości, 3 wioski)
  - w wyniku połączenia miejscowości Taguchi oraz wiosek Damine, Nagura i części wsi Furikusa powstała miejscowość Shitara.
  - pozostała część Furikusy została włączona w teren miejscowości Tōei.
  - wioski Kamitsugu i Shimotsugu połączyły się tworząc wioskę Tsugu.
- 1 października 2003 – miejscowość Inabu zmieniła przynależność pod powiat Higashikamo. (2 miejscowości, 3 wioski)
- 1 października 2005 – wioska Tsugu została włączona w teren miejscowości Shitara. (2 miejscowości, 2 wioski)
- 27 listopada 2005 – wioska Tomiyama została włączona w teren wioski Toyone. (2 miejscowości, 1 wioska)